# АСУ ВУЗ
«АСУ ВУЗ» — комплекс информационных систем управления высшими учебными заведениями, разработанный НИИ Высшей школы СССР.
В 1970-80-е годы была проведена работа по созданию автоматизированных информационных систем. Силами НИИ ВШ СССР был создан комплекс программ, известный под названием «АСУ ВУЗ». Данный комплекс централизованно внедрялся в крупнейшие вузы страны, имеющие наибольший технический и интеллектуальный потенциал. Всего охвачено проектом было более 50 учебных заведений. В вычислительных центрах эти системы дорабатывались специалистами соответствующих вузов, создавались новые подсистемы.
Среди типовых программ проекта «АСУ ВУЗ» можно выделить такие, как:
- Контингент студентов
- Кадры ППС
- Сессия
- Абитуриент
- Текущая успеваемость
- Контроль исполнения поручений
- Общественно-политическая практика
- Посещаемость
- Выпускник

Минвузом СССР и Минвузом РСФСР были созданы специальные комиссии, проводившие регулярные проверки. При работе над данным проектом была создана обширная теоретическая база, которая не потеряла актуальности по сей день.
Затем проект был закрыт, но типовые программы продолжали работать в тех вузах, в которых были внедрены. Данные программы стали дорабатываться уже исключительно силами ВЦ вузов, были разработаны новые продукты. Так как каждый вуз вёл работы собственными силами, поодиночке, стала затруднена стандартизация и унификация используемых в вузах моделей и средств автоматизации.
Эта тенденция продолжилась в 1990-е годы, когда основной платформой для разработок стала IBM PC. Развитие научно-технического прогресса позволило применять новые информационные технологии в дальнейшем развитии систем автоматизации в вузах. Многие проекты реализовывались «с нуля», строились новые модели, учитывающие обновившиеся финансовые и другие механизмы. В результате сформировалось множество более или менее полноценных, но совершенно не совместимых друг с другом систем. Одним из примеров таких систем, которые наиболее полно обеспечивают выполнение бизнес-процессов современного высшего учебного заведения, может являться автоматизированная система управления предприятием.